# Windhausenia delacroixi
Windhausenia delacroixi és una espècie extinta de mamífer litoptern de la família dels macrauquènids que visqué a Sud-amèrica durant el Pliocè, fa entre 2,6 i 5,3 milions d'anys. Se n'han trobat restes fòssils a la formació d'Uquía i la formació de Maimará, totes dues a la província argentina de Jujuy. Es tracta de l'única espècie del gènere Windhausenia. Era un macrauquènid gros, encara que no tant com Macrauchenia. És possible que descendís de Promacrauchenia. Diverses anàlisis cladístiques el situen com el tàxon germà dels macrauquènids del Quaternari.